# Ozarba aloisiisabaudiae
Ozarba aloisiisabaudiae är en fjärilsart som beskrevs av Emilio Berio 1937. Ozarba aloisiisabaudiae ingår i släktet Ozarba och familjen nattflyn. Inga underarter finns listade i Catalogue of Life.